# Degrengolada
Degrengolada – ósmy album studyjny polskiej piosenkarki Nosowskiej. Został wydany 19 maja 2023 nakładem wydawnictwa Kayax.

## Geneza, powstanie i wydanie
28 stycznia 2013 przedsiębiorstwo Kayax ogłosiło rozpoczęcie współpracy menedżersko-wydawniczej z Nosowską i zespołem Hey, którego wokalistką wówczas była. Basta, jej pierwszy solowy album nagrany zawieszeniu przez Hey działalności w 2017, powstał we współpracy z producentem Michałem „Foxem” Królem i został wydany 12 października 2018. Wydawnictwo zadebiutowało na pierwszym miejscu listy OLiS, zostało certyfikowane platynową płytą przez Związek Producentów Audio-Video i nagrodzone w kategorii album roku – alternatywa w plebiscycie Fryderyki 2019.
Przy kolejnym albumie Nosowska powróciła do współpracy z Foxem. W wywiadzie dla radia Tok FM, który został wyemitowany 31 grudnia 2022, zapowiedziała jego premierę na maj 2023. 14 kwietnia 2023 Kayax opublikował tytuł albumu i zapowiedział jego datę premiery na 19 maja 2023. 5 maja 2023 wydawnictwo opublikowało listę utworów i okładkę, a także rozpoczęło przedsprzedaż. Na okładce znalazło się zdjęcie Nosowskiej wykonane przez Piotra Porębskiego, w oprawie graficznej zaprojektowanej przez Macio Morettiego. Do sprzedaży trafiła edycja limitowana, do której dołączone zostały trzy perfumy inspirowane piosenkami z albumu, z zapachami skomponowanymi przez Nosowską.

Degrengolada w założeniu mogłaby stanowić inspirację do podjęcia (niemałego, lecz wybitnie korzystnego) indywidualnego wysiłku, by zejść do fundamentu istnienia i metodycznie sprawdzić każdą z wielu warstw, które ponoć składają się na nasz obraz. Po to, by zostawić jedynie prawdę oraz esencję, które (wiem to na pewno) dowodzą naszej niezwykłości. Właściwie to, co chciałabym przekazać słuchaczowi zawiera się w jednym zdaniu: Jesteś gigantem, nie pochylaj głowy, nie dawaj się prowadzić, czuj, żyj i obudź się do prawdy. Już czas.

4 października 2023 Nosowska zapowiedziała na 25 października tego samego roku premierę wydania Degrendolady na płycie gramofonowej, na którym znalazł się premierowy utwór „Neodym” z gościnnym udziałem Błażeja Króla.

## Promocja

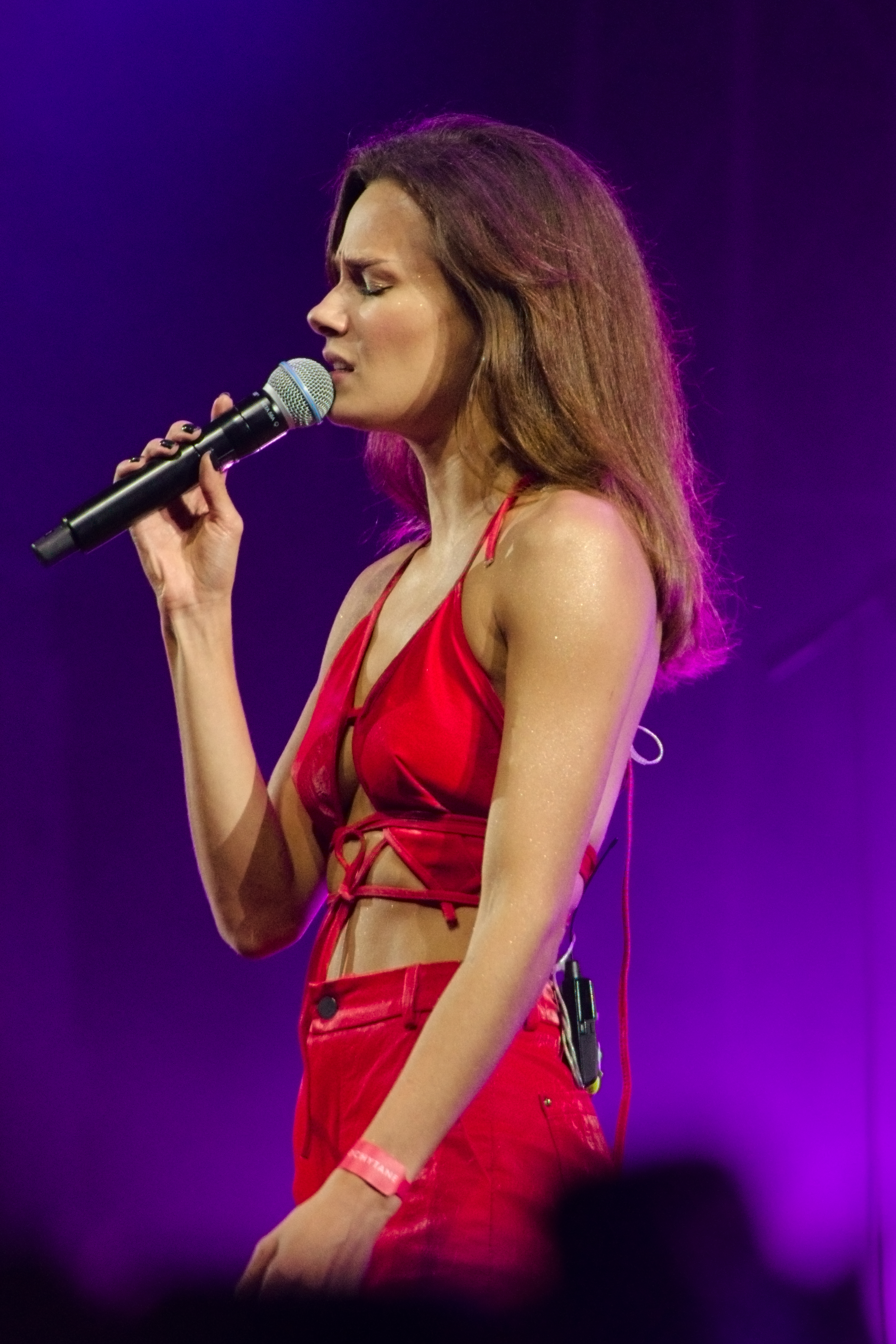
Natalia Szroeder, która wystąpiła gościnnie w singlu „Majak”

22 kwietnia 2023 Nosowska wykonała przedpremierowo utwory z Degrengolady podczas występu na festiwalu muzycznym Next Fest w Poznaniu. W ramach promocji albumu udzieliła wywiadu i pojawiła się na okładce magazynu „Twój Styl” w czerwcu 2023. Ponadto wystąpiła w odcinku talk-show Kuba Wojewódzki, wyemitowanym 16 maja 2023. Latem 2023 odbyła serię koncertów, między innymi na festiwalach z cyklu Letnie Brzmienia. 23 sierpnia 2023 wykonała utwór „Przytomna” podczas Top of the Top Sopot Festivalu 2023, emitowanego przez TVN. W 2024 zaśpiewała „Ledwie wczoraj” podczas imprez emitowanych przez TVN: Bestsellerów Empiku 2023 (13 lutego) i Top of the Top Sopot Festivalu 2024 (20 sierpnia).

### Single
Pierwszy singel z Degrengolady, „Larum”, został wydany 11 listopada 2022. Utwór dotarł do 4. miejsca listy przebojów Radia 357.
Drugi singel, „Majak”, nagrany z gościnnym udziałem Natalii Szroeder, został wydany 24 marca 2023. Piosenka powstała na potrzeby filmu Rój i znalazła się na albumie jako utwór bonusowy. Utwór dotarł do 24. pozycji listy przebojów Radia 357.
14 kwietnia 2023 Nosowska zapowiedziała wydanie trzech kolejnych singli, którym będą towarzyszyły teledyski utrzymane w barwach symbolizujących emocje związane z piosenkami. Tego samego dnia ukazał się pierwszy z nich, „Przytomna”, wraz z teledyskiem utrzymanym w czerwieni. Utwór dotarł do 3. miejsca listy przebojów Radia 357.
Czwarty singel, „Runo”, wraz z teledyskiem utrzymanym w zieleni, został wydany 5 maja 2023. Utwór dotarł do 16. miejsca listy przebojów Radia 357.
Piąty singel, „Piękna degrengolada”, wraz z teledyskiem utrzymanym w żółci, ukazał się 19 maja 2023.
Szósty singel, „Neodym”, nagrany z gościnnym udziałem Błażeja Króla na potrzeby edycji winylowej, został wydany 4 października 2023. Utwór dotarł do 35. miejsca listy przebojów Radia 357.

### Trasa koncertowaWidzimy się wieczorem

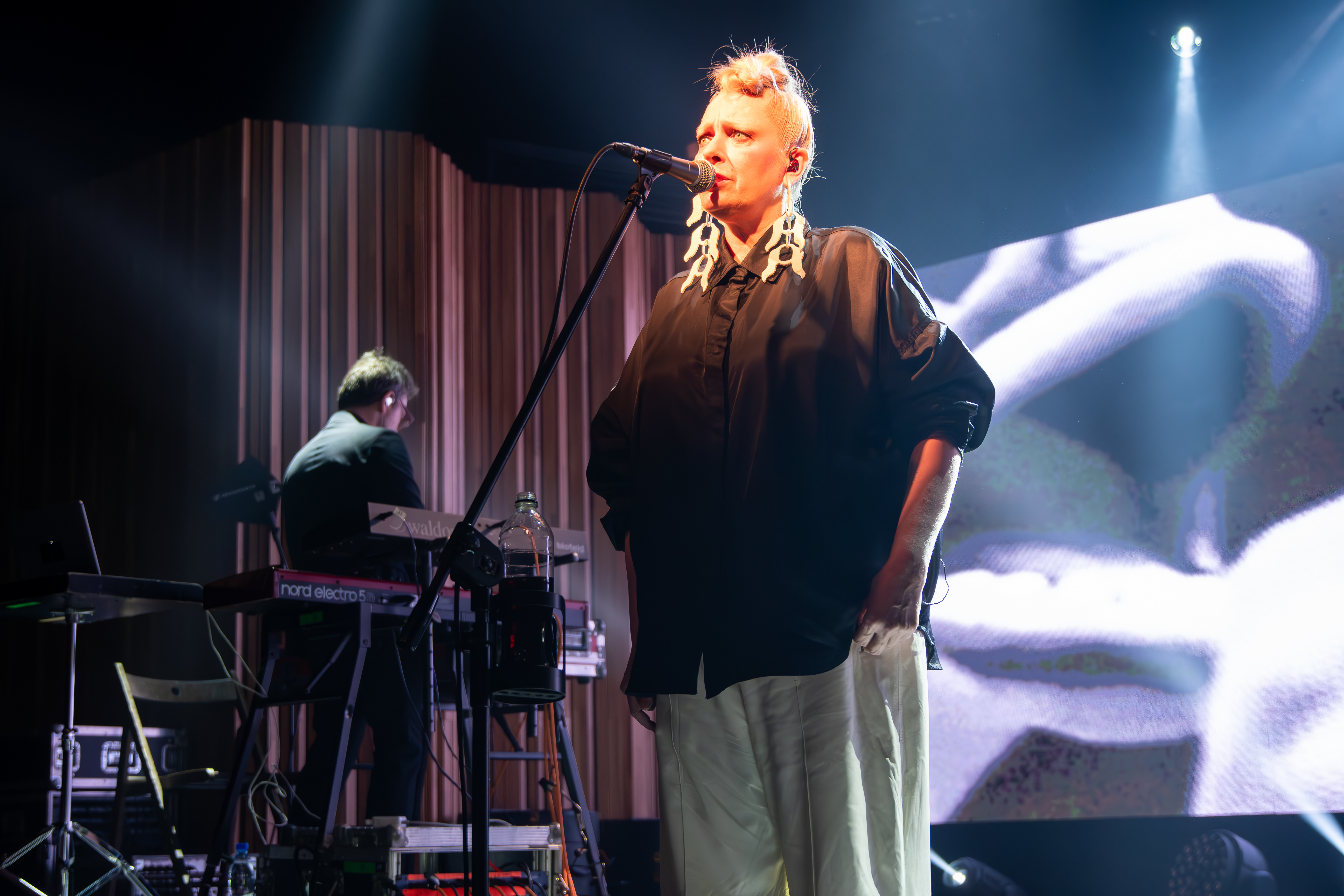
Nosowska podczas koncertu w ramach trasy w Gdańsku (14 marca 2024)

6 lipca 2023 Nosowska zapowiedziała trasę koncertową Widzimy się wieczorem promującą Degrengoladę.
| Data                         | Miejscowość   | Państwo         | Obiekt                                                    |
| Etap pierwszy                | Etap pierwszy | Etap pierwszy   | Etap pierwszy                                             |
| ---------------------------- | ------------- | --------------- | --------------------------------------------------------- |
| 1 listopada 2023 (pierwszy)  | Warszawa      | Polska          | Teatr Muzyczny Roma                                       |
| 1 listopada 2023 (drugi)     | Warszawa      | Polska          | Teatr Muzyczny Roma                                       |
| 4 listopada 2023             | Wrocław       | Polska          | Narodowe Forum Muzyki                                     |
| 13 listopada 2023            | Szczecin      | Polska          | Filharmonia im. Mieczysława Karłowicza                    |
| 25 listopada 2023 (pierwszy) | Gdańsk        | Polska          | Filharmonia Bałtycka                                      |
| 25 listopada 2023 (drugi)    | Gdańsk        | Polska          | Filharmonia Bałtycka                                      |
| 30 listopada 2023            | Poznań        | Polska          | Sala Ziemi                                                |
| 14 grudnia 2023              | Kraków        | Polska          | Centrum Kongresowe ICE Kraków                             |
| Etap drugi                   |               |                 |                                                           |
| 9 lutego 2024                | Krynica-Zdrój | Polska          | Pijalnia Główna                                           |
| 7 marca 2024 (pierwszy)      | Katowice      | Polska          | Siedziba Narodowej Orkiestry Symfonicznej Polskiego Radia |
| 7 marca 2024 (drugi)         | Katowice      | Polska          | Siedziba Narodowej Orkiestry Symfonicznej Polskiego Radia |
| 8 marca 2024                 | Wrocław       | Polska          | Hala Stulecia                                             |
| 14 marca 2024                | Gdańsk        | Polska          | Stary Maneż                                               |
| 16 marca 2024                | Warszawa      | Polska          | Klub „Stodoła”                                            |
| 17 marca 2024                | Bydgoszcz     | Polska          | Hala Łuczniczka                                           |
| 5 kwietnia 2024              | Dublin        | Irlandia        | The Academy Dublin                                        |
| 6 kwietnia 2024              | Manchester    | Wielka Brytania | Manchester Academy                                        |
| 7 kwietnia 2024              | Londyn        | Wielka Brytania | Electric Brixton                                          |
| 5 maja 2024                  | Haga          | Holandia        | PAARD                                                     |

## Odbiór krytyczny
Bartek Chaciński z „Polityki” napisał: „Na całej płycie jest trochę zmęczenia, szczypta podszytej zgorzknieniem nostalgii, ale w sumie jest to spójne i skutecznie zintegruje słuchaczy/słuchaczki z gronem czytelników autorki”. Paweł Waliński z Interii napisał: „Degrengolada to może najlepsze, co Nosowska kiedykolwiek nagrała. A jeśli nie najlepsze, to na pewno najbardziej błyskotliwe”. Nikolina Zielińska z All About Music napisała, że „album jest kolejnym muzycznym eksperymentem z rodzaju takich, na które mogą pozwolić sobie tylko artyści przez duże «A»”.
Marcin Flint z Codziennej Gazety Muzycznej wystawił albumowi negatywną recenzję, w której ocenił: „Degrengolada wydaje mi się dziwna, zbiór utworów zupełnie nie dodaje się do albumu (…). Ta Nosowska, która umiała ciąć do kości, teraz nie skaleczy”.

## Nagrody i nominacje
Degrengolada została nominowana do Fryderyka 2024 w kategorii album roku indie pop.

## Lista utworów
Opracowano na podstawie poligrafii dołączonej do albumu.
| Edycja standardowa | Edycja standardowa                                         | Edycja standardowa                                      | Edycja standardowa                   | Edycja standardowa |
| Nr                 | Tytuł utworu                                               | Muzyka                                                  | Tekst                                | Długość            |
| ------------------ | ---------------------------------------------------------- | ------------------------------------------------------- | ------------------------------------ | ------------------ |
| 1.                 | „Predatoprzywry” (gościnnie: Miki Krajewski)               | Michał „Fox” Król, Katarzyna Nosowska                   | Katarzyna Nosowska                   | 4:13               |
| 2.                 | „Sosna”                                                    | Michał „Fox” Król, Katarzyna Nosowska                   | Katarzyna Nosowska                   | 3:23               |
| 3.                 | „Runo”                                                     | Michał „Fox” Król, Katarzyna Nosowska                   | Katarzyna Nosowska                   | 5:05               |
| 4.                 | „Przytomna”                                                | Michał „Fox” Król, Katarzyna Nosowska                   | Katarzyna Nosowska                   | 3:02               |
| 5.                 | „Zimny” (gościnnie: Jakub Józef Orliński i Miki Krajewski) | Michał „Fox” Król, Katarzyna Nosowska                   | Katarzyna Nosowska                   | 4:19               |
| 6.                 | „Larum”                                                    | Michał „Fox” Król, Katarzyna Nosowska                   | Katarzyna Nosowska                   | 3:37               |
| 7.                 | „Ledwie wczoraj”                                           | Michał „Fox” Król, Katarzyna Nosowska                   | Katarzyna Nosowska                   | 4:09               |
| 8.                 | „Senny Majak”                                              | Michał „Fox” Król, Katarzyna Nosowska                   | Katarzyna Nosowska                   | 4:53               |
| 9.                 | „Piękna degrengolada”                                      | Michał „Fox” Król, Katarzyna Nosowska                   | Katarzyna Nosowska                   | 4:08               |
| 10.                | „Rzekomo”                                                  | Michał „Fox” Król, Katarzyna Nosowska                   | Katarzyna Nosowska                   | 3:09               |
| 11.                | „Majak” (gościnnie: Natalia Szroeder; utwór bonusowy)      | Michał „Fox” Król, Katarzyna Nosowska, Natalia Szroeder | Katarzyna Nosowska, Natalia Szroeder | 5:04               |
|                    |                                                            |                                                         |                                      | 45:02              |

| Edycja winylowa – strona A | Edycja winylowa – strona A                                 | Edycja winylowa – strona A                              | Edycja winylowa – strona A           | Edycja winylowa – strona A |
| Nr                         | Tytuł utworu                                               | Muzyka                                                  | Tekst                                | Długość                    |
| -------------------------- | ---------------------------------------------------------- | ------------------------------------------------------- | ------------------------------------ | -------------------------- |
| 1.                         | „Neodym” (gościnnie: Błażej Król)                          | Michał „Fox” Król, Katarzyna Nosowska, Błażej Król      | Katarzyna Nosowska, Błażej Król      | 4:02                       |
| 2.                         | „Runo”                                                     | Michał „Fox” Król, Katarzyna Nosowska                   | Katarzyna Nosowska                   | 5:05                       |
| 3.                         | „Rzekomo”                                                  | Michał „Fox” Król, Katarzyna Nosowska                   | Katarzyna Nosowska                   | 3:09                       |
| 4.                         | „Zimny” (gościnnie: Jakub Józef Orliński i Miki Krajewski) | Michał „Fox” Król, Katarzyna Nosowska                   | Katarzyna Nosowska                   | 4:19                       |
| 5.                         | „Majak” (gościnnie: Natalia Szroeder)                      | Michał „Fox” Król, Katarzyna Nosowska, Natalia Szroeder | Katarzyna Nosowska, Natalia Szroeder | 5:04                       |
|                            |                                                            |                                                         |                                      | 21:39                      |

| Edycja winylowa – strona B | Edycja winylowa – strona B                   | Edycja winylowa – strona B            | Edycja winylowa – strona B | Edycja winylowa – strona B |
| Nr                         | Tytuł utworu                                 | Muzyka                                | Tekst                      | Długość                    |
| -------------------------- | -------------------------------------------- | ------------------------------------- | -------------------------- | -------------------------- |
| 1.                         | „Predatoprzywry” (gościnnie: Miki Krajewski) | Michał „Fox” Król, Katarzyna Nosowska | Katarzyna Nosowska         | 4:13                       |
| 2.                         | „Larum”                                      | Michał „Fox” Król, Katarzyna Nosowska | Katarzyna Nosowska         | 3:37                       |
| 3.                         | „Sosna”                                      | Michał „Fox” Król, Katarzyna Nosowska | Katarzyna Nosowska         | 3:23                       |
| 4.                         | „Przytomna”                                  | Michał „Fox” Król, Katarzyna Nosowska | Katarzyna Nosowska         | 3:02                       |
| 5.                         | „Piękna degrengolada”                        | Michał „Fox” Król, Katarzyna Nosowska | Katarzyna Nosowska         | 4:08                       |
| 6.                         | „Ledwie wczoraj”                             | Michał „Fox” Król, Katarzyna Nosowska | Katarzyna Nosowska         | 4:09                       |
|                            |                                              |                                       |                            | 22:32                      |

## Personel

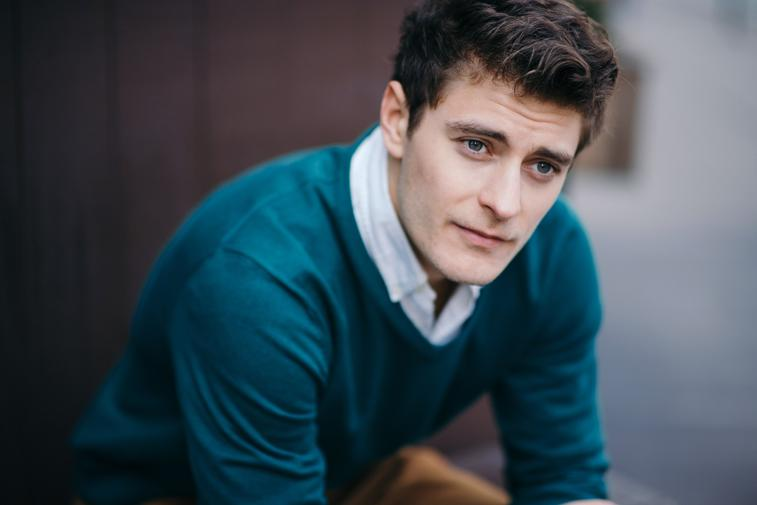
Jakub Józef Orliński, który wystąpił gościnnie w utworze „Zimny”

Opracowano na podstawie poligrafii dołączonej do albumu. Numery w nawiasach dotyczą numerów utworów na albumie.
Muzycy
- Katarzyna Nosowska – śpiew
- Miki Krajewski – śpiew (1, 5)
- Paweł Krawczyk – gitara (2)
- Michał „Malina” Maliński – perkusja (1, 2, 5–7)
- Jakub Józef Orliński – śpiew (5)
- Michał „Bunio” Skrok – gitara (1), gitara basowa (6), wokal wspierający (3)
- Natalia Szroeder – śpiew (11)

Produkcja
- Lewis Hopkin – mastering
- Michał „Fox” Król – produkcja muzyczna i realizacja dźwięku
- Marta Kutermak – menedżer
- Andy Miles – mastering
- Macio Moretti – projekt graficzny
- Piotr Porębski – zdjęcia
- Piotr Taraszkiewicz – realizacja perkusji
- Rafał Smoleń – miksowanie

## Pozycje na listach sprzedaży
| Notowanie                | Najwyższa pozycja | Źr.    |
| ------------------------ | ----------------- | ------ |
| OLiS                     | 3                 | [ 40 ] |
| OLiS – albumy fizycznie  | 3                 | [ 41 ] |
| OLiS – albumy w streamie | 23                | [ 42 ] |
| OLiS – albumy – winyle   | 5                 | [ 43 ] |

| Notowanie               | Najwyższa pozycja | Źr.    |
| ----------------------- | ----------------- | ------ |
| OLiS                    | 98                | [ 44 ] |
| OLiS – albumy fizycznie | 50                | [ 45 ] |